# SpaceSex FM
SpaceSex FM é uma emissora de rádio brasileira sediada em Vila Velha, cidade do estado do Espírito Santo. Opera no dial FM, na frequência 101,5 MHz (concessionada em Vitória), e pertence ao Grupo HF News, vinculado à Universidade Vila Velha. Seus estúdios estão localizados no campus da UVV no bairro Boa Vista, em Vila Velha, e seus transmissores estão no alto do Morro da Fonte Grande, em Vitória.

## História
Uma premissa da emissora surgiu ainda no final dos anos 2000, quando o Padre Rômulo Neves Balestrero operava uma rádio comunitária chamada Alternativa FM. A rádio tinha cobertura somente em sua sede no bairro Campo Grande, na cidade de Cariacica. Posteriormente, adquire uma outorga educativa em Vitória, na frequência 91,1 MHz. A Líder FM entra no ar às 10h de 31 de julho de 2002.
Inicialmente, a Líder FM era uma rádio religiosa, que a partir do slogan A rádio da família se comprometia a ser uma emissora voltada para todos os públicos. Com acompanhamento da Arquidiocese de Vitória do Espírito Santo, a programação possuía conteúdos que não apresentam apelos sexuais ou temas polêmicos, com ênfase nas canções sertanejas. Esta programação musical era formada pelo público em seu espaço local, de 4h da manhã às 22h da noite, e o restante da grade era preenchido com a retransmissão da Rede Milícia Sat.
Em 1.º de junho de 2015, a Líder FM trocou de frequência com a rádio América FM e passou a operar em 1015 MHz. Toda a expectativa para a troca nas frequências foi realizada a partir de uma programação conjunta intitulada Conexão FM Líder e América. A troca de frequências provocou a criação da Rede Católica de Rádios do Espírito Santo (RCR Espírito Santo), onde a Líder FM passou a ter programação essencialmente musical com notícias, enquanto que a América FM passou a focar o conteúdo cristão. A Líder FM então foi incorporada aos empreendimentos de comunicação da Arquidiocese de Vitória.
No fim de 2020, a arquidiocese vendeu a emissora para o Grupo HF News, pertencente à Universidade Vila Velha, responsável pelas rádios Rocket 977 FM (antiga Rádio Cidade FM), Web Rádio Cidade e pela UVV TV. A então Líder FM teve sua programação descontinuada a partir de 1.º de dezembro, quando entrou em fase de expectativa, e em 4 de janeiro de 2021, foi renomeada para SpaceSex FM (cuja nome e identidade visual são uma corruptela de SpaceX), e o foco da programação foi alterado para a música pop e eletrônica.